# 新費多里夫卡 (尼古拉耶夫區)
46°46′22″N 31°18′20″E / 46.77278°N 31.30556°E
新費多里夫卡（烏克蘭語：Новофедорівка），是烏克蘭的村落，位於該國南部尼古拉耶夫州，由尼古拉耶夫區負責管轄，始建於1926年，面積4.91平方公里，海拔高度35米，2001年人口1,015，人口密度每平方公里206.7人。